# Cobla Sant Jordi – Ciutat de Barcelona
La Cobla Sant Jordi - Ciutat de Barcelona és una cobla barcelonina fundada el 1983. El 1997 esdevingué guanyadora del títol "Cobla Ciutat de Barcelona" atorgat per l'Ajuntament d'aquesta ciutat. Conrea tots els àmbits del repertori propi de la cobla, si bé, des de la seva fundació, ha manifestat la voluntat ferma d'atendre específicament la música de concert, amb la programació reiterada d'obres de referència, obres oblidades i música de nova creació.
Fou dirigida des dels seus inicis per Jordi León, amb l'assessorament de Manuel Oltra en qualitat de conseller artístic. Concepció Ramió n'assumí la titularitat entre 1991 i 1993, que posteriorment tornaria a agafar Jordi León. Del 2004 fins al 2010 prengué el càrrec Xavier Pagès, els primers quatre anys com a cotitular amb l’anterior director. Tomàs Grau en fou director entre els anys 2010 i 2012, i li agafà el relleu Marcel Sabaté des del 2013 i fins al 2024. Des del gener de 2025, Miquel Massana és el nou director titular de la formació.
La Cobla Sant Jordi també ha comptat reiteradament amb la direcció de noms tan prestigiosos com Josep Pons, Manuel Oltra, Edmon Colomer, Joan Lluís Moraleda, Jesús Ventura, Salvador Brotons, Joan Albert Amargós, Alfred Cañamero, Salvador Mas, Manel Valdivieso, José Antonio Sainz Alfaro, Josep Caballé, Josep Vila, Nacho de Paz, Albert Argudo, Mireia Barrera, Antoni Ros-Marbà o Virginia Martínez. Ha col·laborat amb el guitarrista flamenc Niño Josele, el músic Pascal Comelade, el pianista i compositor Joan Díaz, el ballarí Cesc Gelabert, cantants com Roger Mas, Carme Canela o Névoa i solistes com Daniel Ligorio, Albert Guinovart, Sergi Alpiste, Jordi Vilaprinyó, Lluís Vidal, Nabí Cabestany, Juan de la Rubia, Anna Comellas Vila-puig, Manel Camp i agrupacions com l'Orfeó Català, el Cor del Gran Teatre del Liceu, el Cor de Cambra del Palau de la Música Catalana, la Coral Sant Jordi, la Banda Municipal de Barcelona, l'Orquestra Simfònica de Barcelona i Nacional de Catalunya o l'Orquestra Simfònica de l'Estat de Lituània, entre d'altres.
Ha actuat a totes les comarques de Catalunya i de la Catalunya Nord, amb una participació constant en els principals esdeveniments sardanístics del país, a més d'altres països com Alemanya, França o els Estats Units d'Amèrica. També cal esmentar la seva reiterada presència a diversos festivals internacionals de música i, molt especialment, en els cicles de concerts de cobla celebrats al Palau de la Música Catalana, on fou la formació titular del cicle "Cobla, Cor i Dansa". Va ser cobla titular de la “Temporada de Música per a Cobla” de L'Auditori de Barcelona, impulsada per la Cobla Sant Jordi a redós del seu vint-i-cinquè aniversari. També ha actuat al Gran Teatre del Liceu i als principals auditoris de Catalunya.
La discografia de la cobla Sant Jordi comprèn una vuitantena d'enregistraments de contingut divers, d'entre els quals en destaquen 3 volums de música per a cobla i els monogràfics dedicats respectivament a l'obra per a cobla d'Eduard Toldrà, Joan i Ricard Lamote de Grignon, Rafael Ferrer i Fitó, Domènec Moner, Josep Serra i Bonal i Josep Marimon i Figueras. Destaquen igualment els discs Binomis (amb obres per a piano i cobla), Llum Nova (amb l'Orfeó Català), l'enregistrament dirigit per Antoni Ros-Marbà i dedicat als clàssics de la música de concert per a cobla, els antològics La Sardana i La Sardana, Grans Èxits i tres volums més de música per a cobla (amb obres d'autors tan diversos com Agustí Borgunyó, Joaquim Serra i Corominas, Joan Lluís Moraleda i Xavier Boliart, entre d'altres). El seu treball Amargós & Vidal: dues visions contemporànies de la cobla fou finalista al millor àlbum de jazz de 2010 dels Premios de la Música. Darrerament ha publicat el CD Pascal Comelade & Cobla Sant Jordi, junt amb el músic rossellonès, i ha enregistrat un CD en directe amb el cantautor Roger Mas. Des de juliol de 2011, la Cobla Sant Jordi – Ciutat de Barcelona és artista en exclusiva del segell Discmedi.

## Components
- Xavier Torrent: flabiol
- Ivan Alcazo: tible
- Oriol Gibert: tible
- Enric Ortí: tenora
- Conrad Dalmau: tenora
- Sergi Marquillas: trompeta
- Biel Pelfort: trompeta
- Martí Badia: trombó
- Pep Moliner: fiscorn
- Jordi Montasell: fiscorn
- Joan Druguet: contrabaix